# Rovinari
Rovinari é uma cidade da Romênia com 12.603 habitantes, localizada no judeţ (distrito) de Gorj.